# 청풍초등학교 (전남)
청풍초등학교는 대한민국 전라남도 화순군 청풍면 차리에 있는 공립 초등학교이다.

## 학교 연혁
- 1929년 9월 30일 청풍공립보통학교(4년제) 개교설립인가 3월 25일
- 1938년 4월 1일 청풍공립심상소학교로 개칭
- 1941년 4월 1일 청풍공립국민학교로 개칭
- 1945년 4월 1일 6년제 연장
- 1947년 4월 1일 청풍국민학교 개칭
- 1990년 3월 1일 세청분교장舊 청풍북국민학교 편입
- 1981년 3월 5일 병설유치원 개원
- 1996년 3월 1일 청풍초등학교 개칭
- 1996년 3월 1일 신석분교장, 세청분교장 통합
- 2003년 9월 1일 폐광지역 진흥지구 벽지학교로 지정
- 2020년 2월 14일 초등학교 제87회 졸업식(누계: 3,443명)
- 2020년 3월 1일 제29대 양수열 교장 부임

## 참고 자료
- 청풍초등학교 - 한국교육학술정보원 학교알리미